# Calocarides longispinis
Calocarides longispinis är en kräftdjursart som först beskrevs av McArdle 1901.  Calocarides longispinis ingår i släktet Calocarides och familjen Axiidae. Inga underarter finns listade i Catalogue of Life.